# Венге
Венге (Millettia laurentii) е дърво, което расте в тропическите джунгли на Западна Африка, по-специално в Република Конго, Демократична република Конго, Камерун, Габон, Танзания и Мозамбик.
Венге е и името на дървесината, която се получава от това дърво, особено красива и ценена в мебелната и паркетната индустрия. На височина дървото израства до около 20 метра, а ширината на дънера достига до 1 метър в диаметър. Сърцевината е много плътна и тъмно кафява с черни жилки, а беловината е бледожълта. Дървесината венге има плътност 850 - 950 кг/куб.м. и е богата на минерални вещества, което затруднява нейната обработка и лаково покритие, но я прави изключително здрава и устойчива на извиване и налягане. С това тя е особено подходяща за паркетни настилки, но се използва и за производство на мебели, музикални инструменти и лъкове. Заради голямото търсене, видът Millettia laurentii е обявен за защитен.